# Крестовница
Кресто́вница (лат. Crucianēlla) — род однолетних и многолетних травянистых растений семейства Мареновые (Rubiaceae). Распространён в Средиземноморье от Испании и Марокко до Средней Азии.
Название происходит от латинского (лат. crux) — крест, по крестообразному относительно друг другу расположению прицветников и прицветничков (верхушечных листов у основания цветка или частного соцветия между прицветником и цветком).

## Ботаническое описание
Представители рода — однолетние или многолетние травянистые растения высотой до 50 см. Стебель иногда деревенеющий внизу.
Листья небольшие, мутновато-зелёного цвета.
Соцветия колосовидные или головчато-колосовидные. Цветки обоеполые, парные или одиночные, расположены в пазухах накрест к прицветникам. Отгиб чашечки отсутствует. Венчик воронковидный, тычинок четыре — пять.
Плод — сухой орешек, состоящий из двух частей.

## Систематика
Согласно современным представлениям, род насчитывает около 30, по некоторым источникам — до 40 видов. Некоторые из них:
- Crucianella aegyptiaca L.
- Crucianella angustifolia L. — Крестовница узколистная
- Crucianella arabica Schönb.-Tem. & Ehrend.
- Crucianella baldschuanica Krasch. — Крестовница бальджуанская
- Crucianella bithynica Boiss.
- Crucianella bouarfae Andrz.
- Crucianella bucharica B.Fedtsch.
- Crucianella chlorostachys Fisch. & C.A.Mey. — Крестовница зеленоколосая
- Crucianella ciliata Lam.
- Crucianella disticha Boiss.
- Crucianella exasperata Fisch. & C.A.Mey. — Крестовница шероховатая
- Crucianella filifolia Regel & Schmalh. — Крестовница нителистная
- Crucianella gilanica Trin. — Крестовница гилянская
- Crucianella graeca Boiss.
- Crucianella hirta Pomel
- Crucianella imbricata Boiss.
- Crucianella kurdistanica Malin.
- Crucianella latifolia L. typus[1] — Крестовница широколистная
- Crucianella macrostachya Boiss.
- Crucianella maritima L. — Крестовница морская
- Crucianella membranacea Boiss.
- Crucianella parviflora Ehrend.
- Crucianella patula L.
- Crucianella platyphylla Ehrend. & Schönb.-Tem.
- Crucianella sabulosa Korovin & Krasch.
- Crucianella schischkinii Lincz.
- Crucianella sintenisii Bornm. — Крестовница Синтениса
- Crucianella sorgerae Ehrend.
- Crucianella suaveolens C.A.Mey. — Крестовница душистая
- Crucianella transjordanica Rech.f.